# Rolaspis polypora
Rolaspis polypora är en insektsart som beskrevs av Abraham Munting 1965. Rolaspis polypora ingår i släktet Rolaspis och familjen pansarsköldlöss. Inga underarter finns listade i Catalogue of Life.